# Hot Springs Landing
Hot Springs Landing – jednostka osadnicza w Stanach Zjednoczonych, w stanie Nowy Meksyk, w hrabstwie Sierra.